# テロリズム
テロリズム（英語: terrorism）とは、政治的な目的を達成するために暴力および暴力による脅迫を用いることを言う。「テロ」と略される。

## 概要
『日本大百科全書』によると、テロリズムとは「政治的目的を達成するために、暗殺、殺害、破壊、監禁や拉致による自由束縛など苛酷な手段で、敵対する当事者、さらには無関係な一般市民や建造物などを攻撃し、攻撃の物理的な成果よりもそこで生ずる心理的威圧や恐怖心を通して、譲歩や抑圧などを図るもの」とされている。
1980年代以降、イスラム過激派によるテロリズムが激化し、2001年のアメリカ同時多発テロ事件を受けて米欧各国が対テロ戦争を主導した結果、ホームグロウン・テロリズムが主流となる。その中でも特に単独犯の形態はローンオフェンダー（ローンウルフ）と呼ばれるが、ローンオフェンダーは社会的孤立や自暴自棄など犯行の動機・目的も多様化し、私怨や通り魔との境界も曖昧となっていることから、新たなテロリズムの形態とされる。
テロリズムは、左翼および右翼政党、ナショナリズム集団、宗教集団、そして政府側など多岐に渡る政治的な組織が、彼らの目的を達成するために実施している。テロリズムを行う主体は、個人から集団、政府や国家などまで含まれる。
テロリズムを行う主体はテロリスト（英: terrorist）と呼ばれる。テロリストのうち、グループの場合はテロ・グループ、組織の場合はテロ組織、国家の場合はテロ国家と呼ばれる。また、テロリストを支援する国家はテロ支援国家と呼ばれる。

### 用語

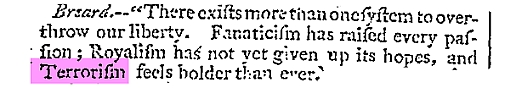
英語で「テロリズム (terrorism)」の語が初期に使用された一例。タイムズ1795年1月30日付け紙面より。「我々の自由を転覆しようとするしくみはひとつだけではない。過激主義は全ての情熱を引き起こし、王制はその希望をまだ諦めておらず、テロリズムはいまだかつてないほど大胆なようだ。」

テロリズムとは何らかの政治的な目的を達成するために暴力や脅迫を用いることを言う。「テロリズム」の語源はフランス語のterrorismeで、1793年から1794年のフランス革命の際の恐怖政治（フランス語: La Terreur）に由来し、更にフランス語のterreurはラテン語のterreōから派生した語で「恐怖」を意味する。「テロリズム」という用語が使われるようになったのはフランス革命において行われた九月虐殺がきっかけであった。この虐殺事件では革命派が反革命派1万6千人を殺害する恐怖政治を行い、その中で政治的な用語として登場した。フランス革命ではジャコバン派が恐怖政治を行い、ジャコバン派の権力喪失後に「テロリスト」の用語は使用されるようになった。この語の用法には歴史的な議論があり、例えばネルソン・マンデラやチェ・ゲバラ、マハトマ・ガンディー、シャナナ・グスマンもかつては「テロリスト」と呼ばれていたのである。

## 定義
「テロリズム」の語の正確な定義には多数の困難が伴っており、100を超える多数の定義が存在している。
オックスフォード英語辞典（OED）はきわめて古典的な用法を真っ先に挙げている。
だがこのOEDの説明では現代的な用法を理解するにはもの足りないと感じられることになる。「テロリズム」という語の現代的な用法は政治的なものである。テロリズムの概念は、しばしば国家の権威者やその支持者が、政治的あるいはその他の敵対者を非合法化し、更に国家が敵対者への武力行使を合法化するためにも使用されている。
各国政府が独自に定義付けをしている例があるが、自国や自国の支持する武装集団による暴力行為は「テロリズム」から除外して、他の組織のもののみを「テロリズム」と呼んでおり、定義が自己中心的で、普遍性を持ちえず、妥当性に関しては疑問視されている。たとえばノーム・チョムスキーは、アメリカの公式文書によるテロリズムの定義に従えば「アメリカが1985年にベイルートで1人の聖職者を暗殺すべくモスクの外にトラックに仕掛けた爆弾を設置し、80名を殺し、250名に怪我を負わせた」行為（en:1985 Beirut car bombings）や「アメリカが1980年代にニカラグアを攻撃し壊滅状態に陥れた」（コントラ戦争）のは間違いなくテロである、と主張している。
BBCは、以下のような編集方針を取り、出所を明示せず「テロリスト」という言葉を用いることを避けている。

### 国際連合
国際連合は、2004年11月、国際連合事務総長による報告書において、テロリズムを以下のように示した。

### テロ防止関連諸条約
当条約ではハイジャック関連を中心に、以下がテロ行為とされている。
- 航空機内の犯罪：航空機内で行われた犯罪その他ある種の行為に関する条約（航空機内の犯罪防止条約 東京条約）
- 航空機ハイジャック：航空機の不法な奪取の防止に関する条約（航空機不法奪取防止条約 ヘーグ条約）
- 民間航空機の安全に対する不法行為：民間航空の安全に対する不法な行為の防止に関する条約（民間航空不法行為防止条約 モントリオール条約）、2010年作成の国際民間航空についての不法な行為の防止に関する条約（北京条約）においては、さらに核物質や生物兵器等の具体的事項を列挙
- 国家代表等に対する犯罪行為：国際的に保護される者（外交官を含む。）に対する犯罪の防止及び処罰に関する条約（国家代表等犯罪防止処罰条約）
- 人質を取る行為：人質をとる行為に関する国際条約（人質行為防止条約）
- 国際輸送中の核物質の窃盗：核物質の防護に関する条約（核物質防護条約）
- 空港における不法な暴力行為：1971年9月23日にモントリオールで作成された民間航空の安全に対する不法な行為の防止に関する条約を補足する国際民間航空に使用される空港における不法な暴力行為の防止に関する議定書（空港不法行為防止議定書）
- 海洋航行の安全に対する不法行為：海洋航行の安全に対する不法な行為の防止に関する条約（海洋航行不法行為防止条約）
- 大陸棚プラットフォームの安全に対する不法行為：大陸棚に所在する固定プラットフォームの安全に対する不法な行為の防止に関する議定書（大陸棚プラットフォーム不法行為防止議定書）
- 爆発物を公共の場所に設置する行為：テロリストによる爆弾使用の防止に関する国際条約（爆弾テロ防止条約）
- テロリストに資金を供与する行為：テロリズムに対する資金供与の防止に関する国際条約（テロ資金供与防止条約）
- 放射性物質や核爆発装置を所持し、使用する行為：核によるテロリズムの行為の防止に関する国際条約（核テロリズム防止条約）

### アメリカ合衆国政府による定義
連邦捜査局（FBI）の報告書においても、統一されたテロの定義がないことが示されている。
合衆国法典第18編第2331条 18 U.S.C. § 2331においては、暴力行為若しくは人命に危険を及ぼす行為又は政府の行動に影響を及ぼすための大量破壊、暗殺、誘拐などを指す。
連邦規則集第28編0.85条(28 CFR 0.85(l))においては、FBIとして「政治的又は社会的な目的の促進のために、政府や市民、もしくはその一部への脅迫や強制ないし、人物や資産に対する不当な実力行使や暴力」としている。
アメリカ国務省は、合衆国法典第22編第2656f条 22 U.S.C. § 2656fに基づき、国際テロリズムに関する年次報告書を作成しているが、そこでは「工作員や非国家的団体によって行われる政治的な動機による非武装目標への計画的な暴力行為」としている。また、テロ活動を支援する団体も含めて、国務長官により国外テロ組織(Foreign Terrorist Organizations, FTOs)に指定され、監視や制裁の対象とされる。

### 日本政府による定義
日本の法令でテロリズムに関連するものには以下のようなものなどがある。
- 公衆等脅迫目的の犯罪行為のための資金等の提供等の処罰に関する法律 第1条[法令文 1]

- 警察庁組織令 第39条[法令文 2]

- 自衛隊法 第81条の2第1項[法令文 3][† 1]

- 特定秘密の保護に関する法律 第12条2項[法令文 4]

- その他
  - 北朝鮮による日本人拉致問題 - 2001年より北朝鮮による拉致被害者家族連絡会、北朝鮮に拉致された日本人を救出するための全国協議会が「拉致はテロ」の表現を使用し[34]、2003年6月の衆議院本会議で小泉純一郎首相が「普通には、テロと言えると思います」と答弁した[35]。2007年12月には衆議院の拉致問題委員会で「拉致はテロであり、拉致被害者が抑留され続けている以上、テロは今も続いている」として、アメリカ合衆国政府による北朝鮮に対するテロ支援国家指定解除に反対する決議案を、日本共産党を除く賛成多数で決議した[36]。しかし秘密裏に行われた拉致を政府は当初は「テロ」と呼んでおらず、この表現には議論も存在する[37][38][39]。

## 種類、分類
背景や動機による分類としては歴史的用語を含めると、極端に右翼的な思想を動機として行われるものを「右翼テロ」、共産主義思想などを動機としたテロを「赤色テロ」、反革命思想を動機としたテロを「白色テロ」、アナキズムを動機としたテロを「黒色テロ」、宗教的目的を背景とするテロを「宗教テロ」、貧困の苦境や貧富の極端な格差が原因となって起きるテロを「貧困テロ」、環境保護を動機としたテロを「環境テロ」、ある国家が他の国家の政府や国民・市民を恫喝するテロを「国家テロ」（state terrorism）と分類することがある。また、ある国の政府が自国の国民を虐殺するなどして脅すテロは、特に古典的な用語を用いて「恐怖政治」と分類されている。
また実施者の人数による分類では、国家の諸組織を動員して国家ぐるみ国家規模で他国に対して行われている「国家テロ」、一定規模の集団による「集団テロ」などと分類できる。1名～数名程度で行うテロは、長らく「個人テロ」と分類されていて、こちらがオーソドックスな分類法だが、近年では「ローンウルフ（型）」と比喩的な用語で分類することも増えている。
自国内の市民が自国内の市民に対して行うテロリズムを特に「ドメスティック・テロリズム（domestic terrorism）」やホームグロウン・テロリズムと言う。
テロの実行手段による分類としては、実行犯が爆弾を大衆あるいは特定の人物の周辺へ投げ込み爆発させる「爆弾テロ」、爆発物を無差別あるいは計画的に設置して区域を爆破する「爆破テロ」や実行犯が自爆する「自爆テロ」、核兵器または核物質を使用するぞと脅したりあるいはそれを実際に使用する「核テロリズム」、病原体を使用したり使用するぞと脅す「バイオテロ」、サーバ・PC・コンピュータネットワークなどに対する攻撃を行う「サイバーテロ」などがあり、近年では特にサイバーテロは日々、日常的に行われており、しかもサイバーテロは情報インフラの破壊だけでなく、石油パイプラインなど重要な社会インフラまでも数カ月停止させてしまうほど破壊力があり影響が甚大である。
サイバー攻撃や重要施設の破壊、重要人物の暗殺など破壊工作を行うために、各国に潜伏している工作員や諜報員によるテロリズムを特に「スリーパーセル」と言う。日本政府も対抗手段として、内閣情報調査室、警察庁警備局、公安調査庁、防衛省情報本部など専門機関を設置している。
1960年代～1980年代などでは、ハイジャックや重要施設を占拠して人質を取るタイプのテロが続発したが、解決手段として特殊部隊の突入が行われるようになり制圧に成功する事例が増えてからは、これらの手段は下火になった。

## 歴史
古くはスパルタにおける κρυπτεια（）などに例が見られる。50年頃のユダヤではローマ帝国からの独立をめざす熱心党がテロ行為をおこなった。スッラによるプロスクリプティオやユリウス・カエサルの暗殺事件などもテロと呼ばれることがある。
近代以降では、上述のフランス革命における革命側による恐怖政治や、王党派側による白色テロ、第一次世界大戦の引き金となったサラエボ事件、ロシア革命での赤色テロ、アナーキストによる黒色テロなどが有名である。

### 19世紀
政治学者マイケル・イグナティエフは、19世紀のマルクス主義は、事態が改善されないようにするために事態を悪化させることを目標としたテロリズム戦略の最初の理論家だったと指摘している。マルクス主義は、革命への人民の支持が欠如している国では、立憲体制を挑発することで「ブルジョワ的合法性の仮面」をかなぐり捨てさせ、体制が組織化された暴力システムであることを暴露することを目論んで実行される無差別暴力活動によって変革への歩みが加速化されるとみなしていた。このテロリズム戦略は、ロシア皇帝アレクサンドル2世を暗殺したニヒリストや、レーニンらによるロシア革命、1960年代以降のテロリズム、そしてアメリカ同時多発テロ事件を起こしたアルカイダにも広く影響を及ぼしたとイグナティエフは指摘している。
イグナティエフによれば、相手を屈服させようと謀る持続的なテロ活動に直面したのは帝政ロシアだった。当時のロシアのテロリストは「ニヒリスト」とよばれており、彼らは暴動によるテロリズムを扇動する理論を発明し、残虐行為を利用して、体制を挑発し、抑圧へ走らせた。その結果、市民の支持を失った体制は弱まり、不満を抱く人々はテロリストを自分たちの代弁者として歓迎していった。テロリズム戦略は、人民のなかに入りこんで革命のための政治的基盤を創出するというやり方が失敗したために編み出されており、農民や労働者が革命を拒絶したときに革命家の一部がテロに転じた。ニヒリストたちは、体制による自己改革によって、体制の支持基盤が拡大することをおそれた。このような状況のなか、ロシアのニヒリストは1881年に農奴解放を達成した皇帝アレクサンドル2世の暗殺に成功した。アレクサンドル2世は農奴解放を達成した改革者だったが、ニヒリストたちは、反動家でなく改革者を殺害することで、平和的な変革の可能性への信頼を破滅させようとした。皇帝暗殺によって、抑圧的立法がなされ、革命的暴動に大きな役割を果たしたとみなされたユダヤ人への弾圧政策がとられ、これ以降、マルクス主義的革命家は、テロリストによる攻撃を用い始めた。皇帝ニコライ2世が譲歩して、1905年ロシア初の立法議会ドゥーマの選挙が実施されたが、テロリストは挑発して、改革を失敗させようと試みた。立憲的自由を実現しようとする改革者、反動を誘発させようとするテロリスト革命家、テロリストの思い通りに動く反動主義者の三者が競争した。
田舎に資本家的農民を創出しようとするストルイピン首相の土地改革は、改革者の希望の絶頂だったが、1911年にストルイピンが暗殺されたことで、体制は内部からの自己革新の最後の機会を失った。テロリズムは、支配階級を改革者と反動主義者に分断させることに成功した。体制は、インテリ階級から支持されることに失敗し、皇帝は孤立していった。テロリズムは、労働組合の結成や、ゼムストヴォ（地方協議システム）の創設などあらゆる進歩的大義に打撃を与えた。テロリストに刺激された政府は、思慮のない手段を採用し、1905年に血の日曜日事件では軍が非武装のデモ隊数百人を殺害した。こうしてテロリストは、帝政政府による反動と逆反動のサイクルをコントロールすることに成功した。このようなテロリズムがロシアで展開したあとに、レーニンらによるロシア革命に至り、その後建国されたソビエト連邦においてテロリズム (赤色テロ)が制度化されていった。
このほか、ヨハン・モストの「爆弾の哲学」に影響された19世紀末のアナキスト達による一連のダイナマイトによる暴力行動では、国家権力に正面から対抗する手段を持たない政治勢力、思想集団、宗教勢力が奇襲的な殺戮行為を行うことにより、国際社会や外交関係といった利害を背景としてそれにつけこみ、目標国家に政治的打撃を与え、政治的主張を受け入れさせることが主流となった。
20世紀では、スターリン主義による大粛清、ナチズムによる水晶の夜事件がなどが発生した。

### 第二次世界大戦後
第二次世界大戦後では冷戦や民族自決運動の高まりによる各種の事件、1970年代にはパレスチナ問題を背景としたPFLP旅客機同時ハイジャック事件や、新左翼系のドイツ赤軍、日本赤軍、赤い旅団などにより、従来の紛争地域以外を含めた国際的なテロ事件が多発した。1980年代以降は、市民をも攻撃対象とする無差別テロが増加してきている。
冷戦後から、兵器販売の自由化が始まり、軍の払下げ品などの出回った火器がテロリストの手に渡るようになり、国際的なテロ事件が増加するようになった。特に、1990年代初頭からのイスラム過激派の台頭は目覚ましく、2001年9月11日にはアルカイダの手によってアメリカ同時多発テロ事件が起こされるに至っている。テロリストによる破壊活動の拡大を防ぐため、対テロ戦争が行われているが、以後もISIL等のイスラム過激派の新興組織は現れており、1国の首脳が「戦争行為」と非難する程の大規模な攻撃が行われ続けている。2010年代末になっても、イスラム教の文化の侵害を理由としてアメリカとアメリカ同盟国を敵視するイスラム過激派と、破壊活動の被害者であるアメリカとアメリカ同盟国の泥沼の戦いが続いている。

## 議論
一般的に、テロリズムは「非難される行為」と位置づけられる。また同時に、テロリズムは「周知されることで恐怖心を呼び起こすもの」である。この点において狭義の意味での暗殺とは異なる。直接の攻撃対象以外である大衆を操作・支配する目的で無差別に、あるいは象徴的な人物を攻撃する手段は、強い道徳的・倫理的非難の対象となる。
そのため、「テロリズム」という言葉の持つ、強い反道徳性・反倫理性を活用するかたちで、「自らとは異なる立場に立つ者のアピールや実力行使」に対して、「それはテロリズムである」というレッテル（ラベル）を貼るという方法で、非難を行うという方法論・戦術がある（プロパガンダ）。この非難の対象とされるものには、しばしば政治的アピールや非暴力直接行動などが含まれる。
しかしながら、ある行動が、利害が対立する者からの「テロリズム呼ばわり」に基づいてテロリズムになるわけではない。利害対立者の行動をテロリズム呼ばわりするというのは、正当化のための修辞（レトリック）であり、その行動がテロリズムに分類されるべきものであるかどうかを決定するものではないということには注意する必要がある。しばしば「利害対立者からのテロリズム呼ばわり」は、テロリズム呼ばわりした者とテロリズム呼ばわりされた者との不仲の存在証明にすぎない。
テロリズムは暴力が関わる複雑な現象である。テロリズムの中核的な概念は「社会への何らかの訴えかけが意図された、物理的被害よりも心理的衝撃を重視する暴力行為」であると捉えることができる。
古典的なテロリズムは古代から観察されているが、定義されたのはフランス革命において行われた9月虐殺がきっかけであった。9月虐殺事件では反革命派1万6千人を革命派により殺害する恐怖政治を行った。現代のテロリズムの手法はより複雑化しており、従来の革命勢力だけではなく、全体主義の政府、分離主義の政治勢力などのあらゆる社会集団がテロ活動を行い得るようになっており、冷戦後には強制外交の手段としてテロリズムは確立されている。
アメリカがテロを「新しい戦争」と呼んだ背景には、テロリストの国際法上の地位の問題がある。テロを新たな国際法上の戦争形態に加えないと「民間人を装う便衣兵による民間人を狙った戦闘スタイル」を容認することになる。テロを戦争と認定できればテロリストから交戦者資格（捕虜として軍事裁判を受ける権利を持つ）を剥奪できることになる。

## 米国における事例

### 米国内
1995年4月には米国のオクラホマシティにある連邦政府ビルが爆破されるという事件（オクラホマシティ連邦政府ビル爆破事件）が起きた。犯人はアメリカ陸軍で軍歴を持つアイルランド系白人青年であった。2001年9月-10月には米国で炭疽菌テロ事件が起きた。米国の白人の科学者が犯人として逮捕された。2001年にアメリカ同時多発テロ事件が起きると、時の大統領ジョージ・W・ブッシュは「対テロ戦争」を宣言し、米国愛国者法の施行を手始めに徹底的な策を打ち始めた。これはアフガニスタン紛争 (2001年-2021年)につながった。
同時多発テロ後のNSAによる全世界のインターネット通信監視の開始

実はそれ以前からアメリカ国家安全保障局（NSA）は、米国外のインターネット経由の通信は当たり前のように監視していたが、ウォーターゲート事件で大統領が国民の通信を監視し悪用したことを教訓に自国民監視を二度とさせないためにアメリカ合衆国憲法の規定によって、この同時多発テロ事件までは米国内の（米国市民同士の）ネット通信だけは裁判所の許可なしに監視することはできない取り決めになっていたのだが、この事件をきっかけにして「テロ対策」の範囲を拡大解釈して、米国内のインターネット通信まで、裁判所の許可なしにすっかりまるごと丸見えの状態で監視する、という、（はっきり言えば）米国憲法違反のしくみを作り上げてしまった。だが、外部に向かっては言葉巧みに表現を置き替えて、あたかも匿名性を保ちわずかな情報しか収集しないかのように嘘の説明をし、問題ないシステムのようにごまかして説明したため、実際には強力な監視システムが存在できてしまうことはNSAの中枢部の数名と、ごく一部のNSA技術者と、米国大統領くらいしか知らなかった。結局NSAはインターネット網のほとんどが米国経由であることを利用し、米国から見た外国人も、さらに米国人も含めて、大量の通信内容を、全てまるごと監視するようなしくみを作り上げたのである。が、やがて一部の人がその不法なしくみが存在することに気付きはじめ、新聞社などに告発したが、ブッシュ政権などの圧力でもみ消されてしまった。結局、その告発とは別に、NSAの日本支部で、渋谷に存在する（隠れ蓑的な）インターネット通信企業にも勤務していたことのあるNSAの若い技術者エドワード・スノーデンが独自にその不法なシステムの存在に気づき、別の新聞社の記者に対してその情報を教え告発したことで、米国NSAによる全世界のインターネット通信に対する監視システムの存在が世界的に明るみに出て世界中の人々の知るところとなり、世界的に大問題になった。
ホームグロウン・テロリズム
2009年から2010年にかけて起こった、未遂を含む米国を標的にしたテロ事件は、当局が訴追した内の約4割が米国民だったことが明らかになっている。家庭の崩壊、貧困、差別など米国社会がかかえている諸問題によって疎外感を覚えている若者らが、インターネット上の交流サイトなどを通じて過激思想に染まりテロを起こす、「ホームグロウン・テロリズム」（地元育ちのテロリスト）が脅威となっている。
2013年4月にはボストンマラソン爆弾テロ事件が起きた。犯人は米国に住む兄弟でありテロ組織の構成員ではなかった。

### 米軍によるもの
2020年1月、イラン革命防衛隊のガセム・ソレイマニ司令官を、アメリカ軍が空爆により殺害（＝要人の殺害）した。これについて米国のトランプ大統領は、イランが米国の国民や財産に反撃を仕掛けた場合、「イランの52カ所を標的にする」とツイッターに投稿した上で、軍事施設だけでなく文化施設も標的にすることを示唆した。イラン議会はアメリカ軍とそれに属する組織や企業をテロリストに指定する法案を議員たちの満場一致により可決し、これにより法的に正式に、イランにおいて米軍はテロリストとして指定された。イラン政府は、米軍によるテロリズムは国家によるテロリズム（国家テロ state terrorism）だとしており、米国の国防総省とその司令官である米国大統領（＝ドナルド・トランプ）をテロリストとして指定した。

## 最近の状況や統計
近年の世界、国際政治の場では、国家が国家に対して行うテロリズムつまり国家テロがすっかり常態化してしまっている状況にある（たとえば北朝鮮が韓国の島の一般市民に対して高射砲を打ち込んでいつでも一般市民を殺す姿勢だと示したり（延坪島砲撃事件）、核兵器やミサイルや潜水艦発射弾道ミサイルを開発し装備することで、いつでも地球上のどこでも核攻撃できる状態にある、とほのめかしたり明言すること（核テロリズム）で、自由主義諸国を恫喝しつづけている。北朝鮮の場合は、自由主義諸国を恫喝することで食糧を大量に無料で提供させることが主な目的なので、それを一種の「外交」ととらえて、「瀬戸際外交」などと呼ばれることもある。国家が、自国内で秘密裏に他国に対してインターネット攻撃を行う組織を構築し、他国の政府組織などのサーバーや重要施設をいつでも攻撃し（サイバーテロ）を行い、いつでもそうできると示すことで恫喝し、他国の政府を直接的・間接的に思い通りに操ろうとすることも常態化している。北朝鮮、中国、ロシア、イスラエルなどの政府やその情報機関が組織内に持っていたり、手先として使っているサイバー組織などが、敵対する国家に対してサイバー攻撃を行うことが常態化している。
アメリカ国務省が発表した報告書『世界におけるテロリズムの現状』（Partterns of Global Terrorizm）によれば、世界のテロリズムによる犠牲者の数は、1998年から2003年にかけては、毎年、1000-7000人程度であったとされる。一方で対テロ戦争による犠牲者の数も多く、例えばイラク戦争の場合、アメリカの科学者チームによる集計によると 10万人の民間人が死亡したとされる。

## 対応
ビル・クリントンは、テロリズムを終息させるのは《国家を超えた共通の人類意識》であり、経済的に苦しむ国々に援助の手をさしのべない限り米国は永遠にテロリズムと戦い続けることになる、と2002年にカリフォルニア大学バークレー校での講演した時に指摘した。先進国の人はいわゆる「グローバル経済」や「テクノロジー・ブーム」などが世界の状況になっているかのような幻想を抱いて浮かれているが、実際には世界の大半の人々にとってはそのような恩恵は届いておらず、発展途上国では経済破綻や医療制度の不備が起き、人々は絶望感の中で生きており、世界人口の半数の人にとっては1日の生活費が2ドル未満しかなく、3年以内に1億人の人がエイズ・ウイルスに感染すると予想される状態の恐怖に苦しんでいる、というのが実際の状況であり、これがテロ組織を生む温床になっている。テロリズム対策として、発展途上国再建プランが必要だと、ビル・クリントンは指摘し、より具体的には次のようなものを挙げた。
- 最貧国に対する債務免除の継続[59]
- 経済状態が厳しい地域での小規模ビジネス向け資金貸付のしくみの強化[59]
- 発展途上国での医療インフラの整備[59]

また、（しばしば先進国の政権は目先のことにとらわれて行動を選択してしまうが）長い目で見れば、（テロリズムとの）戦争という形で金を使うよりも、（苦境の中で）政権を樹立しようとしている政府を支援・援助することにお金を使ったほうが、少ないお金で済む、ともクリントンは指摘した。例えば、アフガニスタンで戦争をするとなると1ヵ月あたり10億ドルものお金を使ってしまっているのである。お金というのは、そんな愚かなやり方で使うべきではなく、発展途上国の再建・支援に使えば、はるかに効果的に良い結果が生み出せるのである。
ラテンアメリカ地域研究が専門の国際政治経済学者・富田与は（いくつもあるテロリズムのタイプの中から）、地位と力の両面で劣位な主体が優位な主体に要求を拒否され続けている場合の対抗策のひとつとして用いられているタイプに着目し、そのタイプのテロリズムは、ちょうど誘拐犯が「人質」を交渉資源として交渉を進めようとする状況と似ていると（アナロジーで）考え、分析し、対策についても論じた。民主主義国家とテロリズムの対話はステイタスにおいて拒否されるが「人質」解放のためには不可欠であり矛盾している。そのため国家が積極的なテロ対策をとった場合にしばしば民主主義が制約を受ける。特にタカ派は「テロリストとは交渉せず」の姿勢を貫くが、これは対症療法に過ぎない。誘拐・篭城・爆破といった目の前の問題を解決は出来ても活動の沈静化には繋がらない。構成員を排除し、あるいは逮捕収監して組織を壊滅させたところで、組織の掲げる思想主張に共鳴する市民は残り、それが新たな集団の形成につながる。
国立国会図書館調査及び立法考査局専門調査員の清水隆雄はテロリズム対策として（各国で法的に）行われているものとして、次のものを挙げた。
- テロを犯罪行為として対処する場合[61]
  - アンチテロリズム：情報収集・法整備・外交・資金凍結や経済制裁など
  - カウンターテロリズム：警察力の行使
- テロを戦争行為として対処する場合
  - 対テロ戦争、不正規戦争：軍事力の行使。（低強度紛争・非対称戦争とも呼ばれる）

テロリストは敵対国に潜入すると、ターゲットを慎重に調査すると言われていることから、主要各国の治安機関は、テロリストの潜入、テロ準備活動、ターゲット調査活動などの捕捉に努めている。国家にとっての「テロとの闘い」の実態は、テロ計画の存在を早期に捕捉できるか、すり抜けられてしまうかの熾烈な情報戦と言える。各国の治安機関は、テロリストの摘発に一定の効果を上げているとされるが、すべての計画を阻止できるわけではない。また、テロリストの多くは、銃・爆発物の取り扱い方・戦闘訓練など、高度な軍事訓練を受けていることから、多くの国でテロリストによる非正規戦や犯罪に対抗する専門部隊として対テロ部隊が組織されている。通常は警察組織の中に組織されているが、国によっては軍の特殊部隊が対テロ任務に当たることもある。
方策については専門家ごと、立場ごとに見解がそれなりに分かれている。例を挙げれば以下のようなものがある。
- 絶望の原因を解消する。貧困に苦しむ地域に援助の手を差し伸べる。医療が無い地域の人々のために医療制度を整える。
- 政治プロセス（合意プロセス）を改善し、戦争をするのではなく、対話を促す。先進国の富裕層に、他の人々の苦境・実情を理解させる。

先進国の政権を握る者がしばしば示す見解としては、
- 「テロリストに利益を与えない」（ゲームの手段としての無効性を立証し続ける）
- 「テロリストを特定し、監視・管理・排除する」（テロリスト(個人・集団・組織)を特定し、行動を監視・管理し、あるいは排除する）
- 「被害の拡大を最小限度に管理する」（物理力(武具)を管理・監視する、危機管理区域を設定し、テロリストの接近を排除する）

土居靖美によると、米国によるテロへのアプローチは刑罰法のレトリックに近いという。すなわち「対テロ戦争」の目的はテロリストの組織網を途絶させ、裁判法廷へ犯罪人を連れ出すことになるというのである。
日本
日本では警察当局により“極左暴力集団”及び右翼団体による「テロ、ゲリラ」事件の未然防圧と各種違法事案の取締りが為されている。また財務省は国際テロ資金の凍結に関する国連安保理決議に基づき資産凍結措置を実施している。

### 懸念・批判
国家によるテロ対策への懸念・批判には、テロ対策が公務執行型テロリズムとなり、過剰暴力や非合法活動の正当化に使われている（テロ撲滅のためには多少の付随的な犠牲が出るのはやむを得ないという主張）との批判もある。具体的には公務執行型テロリズムに伴う一般市民への誤射・誤爆などである。
またパレスチナ問題におけるイスラエル軍の攻撃、北部イラク・クルド人自治区のクルド人へのトルコの攻撃、バスク地方及びETAへのスペインの態度、チェチェン共和国独立派へのロシアの態度、北アイルランド問題もカウンターテロリズムを用いた過剰暴力の正当化、もしくはカウンターテロリズムを大義名分にした体制側テロリズム・公務執行型テロリズムの例とされることがある。

### 法令文
1. ↑  「公衆等脅迫目的の犯罪行為のための資金等の提供等の処罰に関する法律[30]」第一条
この法律において「公衆等脅迫目的の犯罪行為」とは、公衆又は国若しくは地方公共団体若しくは外国政府等（外国の政府若しくは地方公共団体又は条約その他の国際約束により設立された国際機関をいう。）を脅迫する目的をもって行われる犯罪行為であって、次の各号のいずれかに該当するものをいう。

  1. 人を殺害し、若しくは凶器の使用その他人の身体に重大な危害を及ぼす方法によりその身体を傷害し、又は人を略取し、若しくは誘拐し、若しくは人質にする行為
  2.     1. 航行中の航空機を墜落させ、転覆させ、若しくは覆没させ、又はその航行に危険を生じさせる行為
    2. 航行中の船舶を沈没させ、若しくは転覆させ、又はその航行に危険を生じさせる行為
    3. 暴行若しくは脅迫を用い、又はその他の方法により人を抵抗不能の状態に陥れて、航行中の航空機若しくは船舶を強取し、又はほしいままにその運航を支配する行為
    4. 爆発物を爆発させ、放火し、又はその他の方法により、航空機若しくは船舶を破壊し、その他これに重大な損傷を与える行為

  3. 爆発物を爆発させ、放火し、又はその他次に掲げるものに重大な危害を及ぼす方法により、これを破壊し、その他これに重大な損傷を与える行為    1. 電車、自動車その他の人若しくは物の運送に用いる車両であって、公用若しくは公衆の利用に供するもの又はその運行の用に供する施設
    2. 道路、公園、駅その他の公衆の利用に供する施設
    3. 電気若しくはガスを供給するための施設、水道施設若しくは下水道施設又は電気通信を行うための施設であって、公用又は公衆の利用に供するもの
    4. 石油、可燃性天然ガス、石炭又は核燃料である物質若しくはその原料となる物質を生産し、精製その他の燃料とするための処理をし、輸送し、又は貯蔵するための施設
    5. 建造物（イからニまでに該当するものを除く。）
2. ↑  「警察庁組織令[31]」第39条
国際テロリズム対策課においては、次の事務をつかさどる。
  1. 外国人又はその活動の本拠が外国に在る日本人によるテロリズム（広く恐怖又は不安を抱かせることによりその目的を達成することを意図して行われる政治上その他の主義主張に基づく暴力主義的破壊活動をいう。）
に関する警備情報の収集、整理その他これらの活動に関する警備情報に関すること。
3. ↑  「自衛隊法[32]」第81条の2第1項
内閣総理大臣は、本邦内にある次に掲げる施設又は施設及び区域において、政治上その他の主義主張に基づき、国家若しくは他人にこれを強要し、又は社会に不安若しくは恐怖を与える目的で多数の人を殺傷し、又は重要な施設その他の物を破壊する行為が行われるおそれがあり、かつ、その被害を防止するため特別の必要があると認める場合には、当該施設又は施設及び区域の警護のため部隊等の出動を命ずることができる。
  1. 自衛隊の施設
  2. 日本国とアメリカ合衆国との間の相互協力及び安全保障条約第六条に基づく施設及び区域並びに日本国における合衆国軍隊の地位に関する協定第二条第一項の施設及び区域（同協定第二十五条の合同委員会において自衛隊の部隊等が警護を行うこととされたものに限る。）
4. ↑  「特定秘密の保護に関する法律[33]」第12条2項
  1. 特定有害活動（公になっていない情報のうちその漏えいが我が国の安全保障に支障を与えるおそれがあるものを取得するための活動、核兵器、軍用の化学製剤若しくは細菌製剤若しくはこれらの散布のための装置若しくはこれらを運搬することができるロケット若しくは無人航空機又はこれらの開発、製造、使用若しくは貯蔵のために用いられるおそれが特に大きいと認められる物を輸出し、又は輸入するための活動その他の活動であって、外国の利益を図る目的で行われ、かつ、我が国及び国民の安全を著しく害し、又は害するおそれのあるものをいう。別表第三号において同じ。）及びテロリズム（政治上その他の主義主張に基づき、国家若しくは他人にこれを強要し、又は社会に不安若しくは恐怖を与える目的で人を殺傷し、又は重要な施設その他の物を破壊するための活動をいう。同表第四号において同じ。）との関係に関する事項（評価対象者の家族（配偶者（婚姻の届出をしていないが、事実上婚姻関係と同様の事情にある者を含む。以下この号において同じ。）、父母、子及び兄弟姉妹並びにこれらの者以外の配偶者の父母及び子をいう。以下この号において同じ。）及び同居人（家族を除く。）の氏名、生年月日、国籍（過去に有していた国籍を含む。）及び住所を含む。）